# Публий Сей Фусциан
Публий Сей Фусциан (на латински: Publius Seius Fuscianus; * 120, † сл. 189 г.) e политик и сенатор на Римската империя през 2 век. Той е приятел от училището на Марк Аврелий и учи философия.

## Биография
Произлиза от фамилията Сеии.
Вероятно Фусциан е суфектконсул през 151 г.(?) През 188 г. той е консул заедно с Марк Сервилий Силан. През 189 г. е praefectus urbi на Рим.
Той е баща на Сей (* 155), който се жени за Херения Орбиана (* 160 г.), и на Фусцинела (* 165), омъжена за Квинт Фабий (* 165). Фусциан е дядо на Сея Фусцинила (* 185 г.), на Фабия Фусцинела (* 190 г.) и на Сей Салусций Макрин, римски узурпатор през 227 г., чиято дъщеря Салусция Орбиана се омъжва през 225 г. за 17-годишния император Александър Север.